# Henri Bierna
Henri Bierna est un footballeur international belge né le 2 septembre 1905 à Saint-Nicolas (Belgique) et mort le 28 août 1944 à Waremme (Belgique).
Il a été demi-centre ou inter-droit à l'Union Gold Star Liège (matricule 40), club mieux connu sous le nom de l’US Liège. Il a joué 9 fois en équipe nationale en 1927 et 1928, dont un match aux Jeux olympiques 1928 aux Pays-Bas.

## Palmarès
- International belge de 1927 à 1928 (9 sélections et 2 buts marqués)
- Participation aux Jeux olympiques 1928 (1 match joué)
- Meilleur buteur 1927 DIV III : 33 buts